# Pseudogaurax nigromaculatus
Pseudogaurax nigromaculatus är en tvåvingeart som först beskrevs av Oswald Duda 1933.  Pseudogaurax nigromaculatus ingår i släktet Pseudogaurax och familjen fritflugor. Inga underarter finns listade i Catalogue of Life.